# Łąkie (powiat mogileński)
Łąkie – wieś w Polsce, położona w województwie kujawsko-pomorskim, w powiecie mogileńskim, w gminie Strzelno.

## Podział administracyjny
| SIMC    | Nazwa      | Rodzaj    |
| ------- | ---------- | --------- |
| 0096508 | Kurzebiela | część wsi |
| 0990362 | Ziemowity  | część wsi |
| 0990215 | Zofijówka  | część wsi |

W latach 1975–1998 miejscowość należała administracyjnie do województwa bydgoskiego.

## Demografia
Według Narodowego Spisu Powszechnego (III 2011 r.) liczyła 389 mieszkańców. Jest piątą co do wielkości miejscowością gminy Strzelno.

## Ochrona przyrody
Na terenie wsi rosną dwa drzewa pomniki przyrody dąb szypułkowy o obwodzie 363 i kasztanowiec zwyczajny o obwodzie 285 cm.